# Galium hirtum
Galium hirtum là một loài thực vật có hoa trong họ Thiến thảo. Loài này được Lam. mô tả khoa học đầu tiên năm 1786.